# Pungoica bifurcata
Pungoica bifurcata is een hooiwagen uit de familie Trionyxellidae.